# Шарлотта цу дер Лют
Герміна Роза Шарлотта цу дер Лют, уроджена Люск (нім. Hermine Rosa Charlotte zu der Luth (Lusk); 2 лютого 1894, Корнойбург — 9 травня 1972, Відень) — австрійський декламатор.

## Біографія
В 1914 році отримала ліцензію викладача французької мови. Під час Першої світової війни займалась військовою допомогою. В 1920/22 роках працювала журналісткою, після чого вивчала мовну підготовку і риторику у Віденському університеті. Успішно завершила навчання взимку 1941/42 років. В 1943 році стала викладачем німецької мови у Віденській консерваторії. З липня 1944 року викладала німецьку мову і риторику в Віденському університеті. Була активним членом Імперської театральної палати, після Другої світової війни вступила у Австрійську федерацію профспілок (відділ сценічних працівників). В жовтні 1950 року склала іспит на професійну атестацію з вивчення німецької мови та філософії, в 1951 році — додатковий іспит з газетної справи. В зимовому семестрі 1951/52 років вивчала газетну справу і німецьку філологію в Віденському університеті. 2 липня 1953 року здобула ступінь доктора філософії. Була членом Віденського мовного товариства, Асоціації рідної мови і Австрійського товариства Гете, писала статті для щомісячного журналу Der Eckart.

## Сім'я
В 1918 році вийшла заміж за офіцера Рудольфа цу дер Люта.

## Нагороди
- Золотий хрест «За цивільні заслуги» (Австро-Угорщина) з короною — за заслуги у військовій допомозі під час Першої світової війни.